# Münzprägung

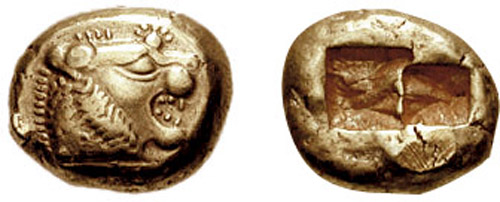
Stater, Lydien, frühes 6. Jh. vor Christus

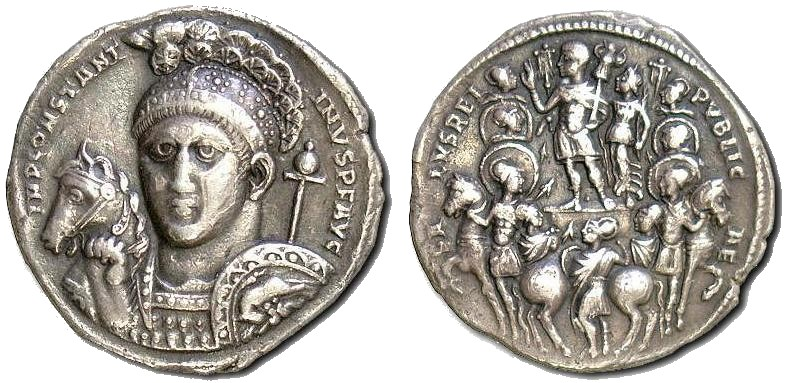
Porträt Kaiser Konstantins (links), Vorderseite eines Silber-Medaillons, geprägt 313 in Ticium (Pavia). Am Helmbusch ein Christogramm

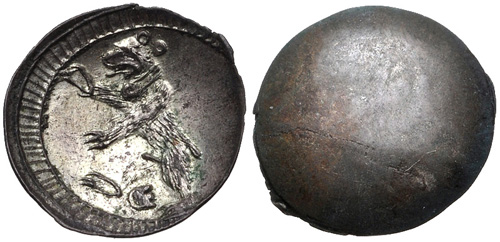
Schüsselpfennig von St. Gallen, beschnitten (Silber; Durchmesser 13 mm; 0,26 g)

Die Münzprägung, heute meist in einer Münzprägeanstalt gemäß dem Münzrecht auf Anweisung einer Zentralbank, ist ein mechanischer Vorgang, um Münzen oder Medaillen durch Druck eine offiziell festgelegte, verbindliche und wertstiftende Form zu geben. Hierbei wird ein Münzrohling mit Prägestempeln in die gewünschte Form gebracht. Bis zum Ende des 15. Jahrhunderts war die Münzprägung reine Handarbeit (Hammerprägung). Heute produzieren Prägemaschinen 20.000 Münzen pro Minute. Bedeutende Schritte auf dem Weg zur modernen Produktion sind das Klippwerk, die Walzenprägung, das Taschenwerk, das Balancier, die Kniehebelpresse sowie die Ringprägung. Die Entwicklung der Prägetechniken ist neben zunehmend höherer Prägegeschwindigkeiten auch von einem Bemühen um eine zunehmende Standardisierung des Münzbildes und der Größe der Exemplare einer Münzsorte gekennzeichnet.
Die auf Münzen aufgeprägten Motive und Schriften bezeichnet man als Gepräge (im weiteren Sinne auch ein Ausdruck für Münze, Medaille oder Marke).

## Hauptverfahren der Münzprägung

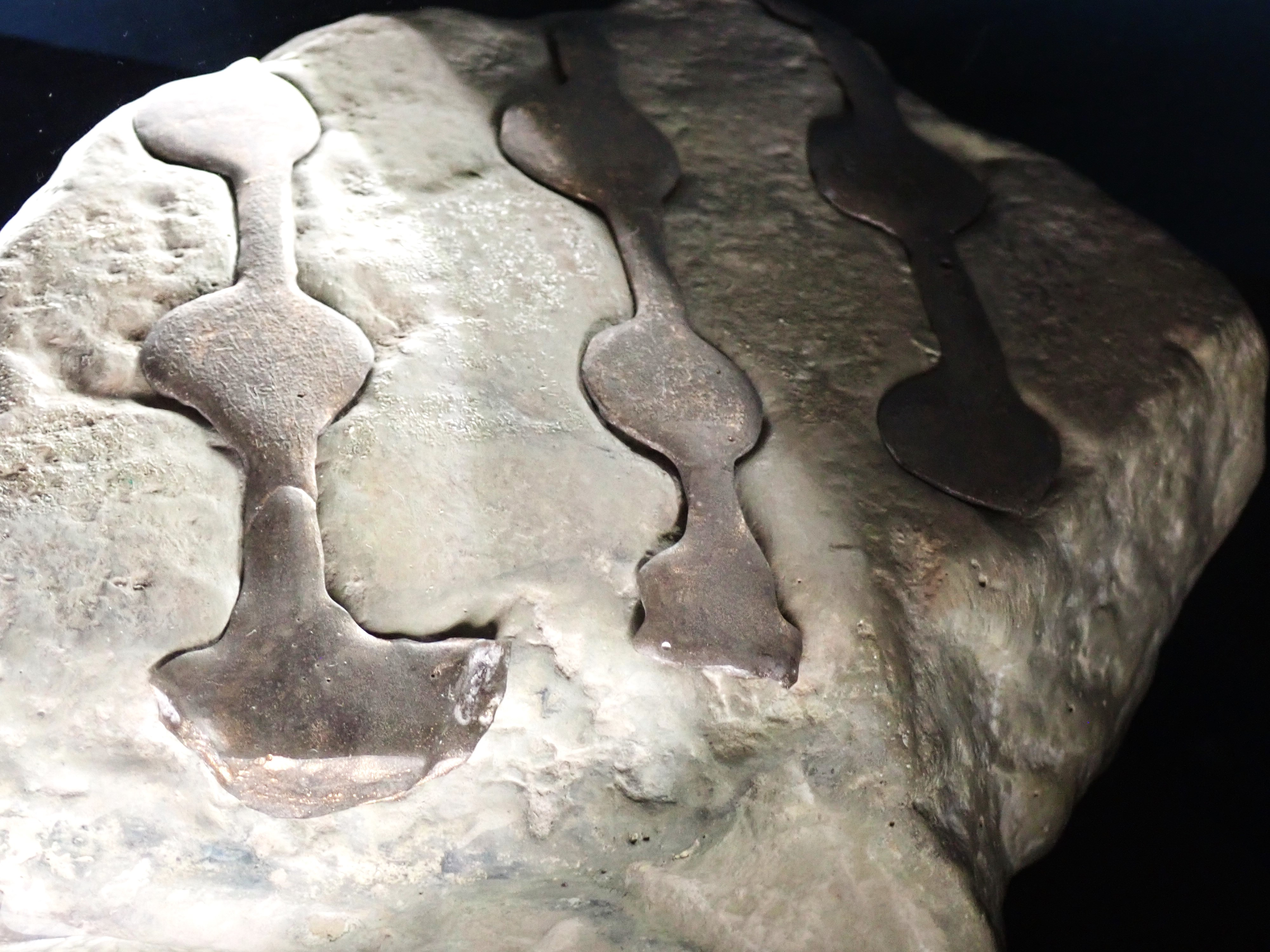
Antike Gussstränge zur Herstellung von Münzschrötlingen, Numismatisches Museum Athen

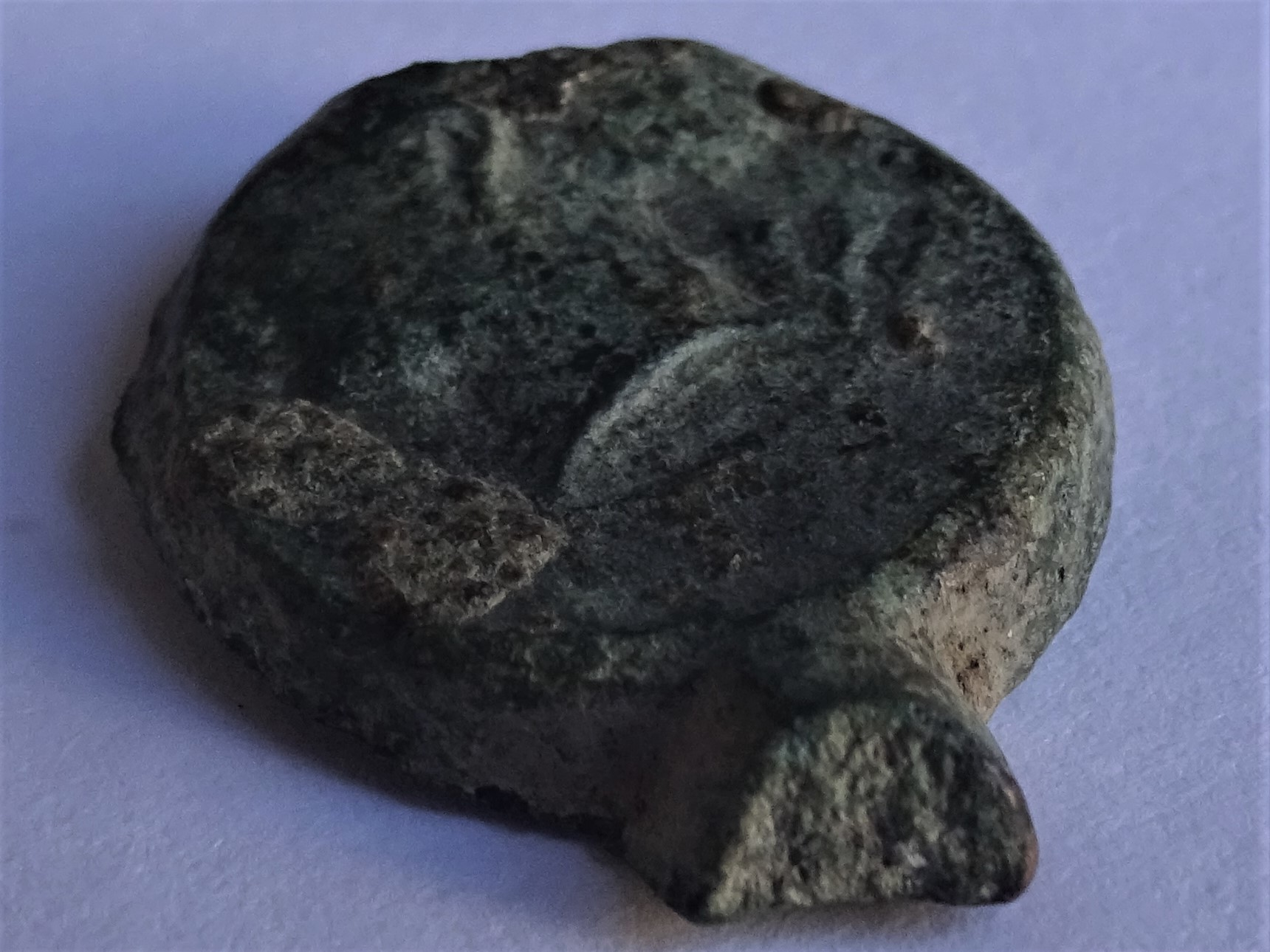
Hemilitron aus Syrakus mit Gusskanalresten, ca. 405–400 v. Chr.

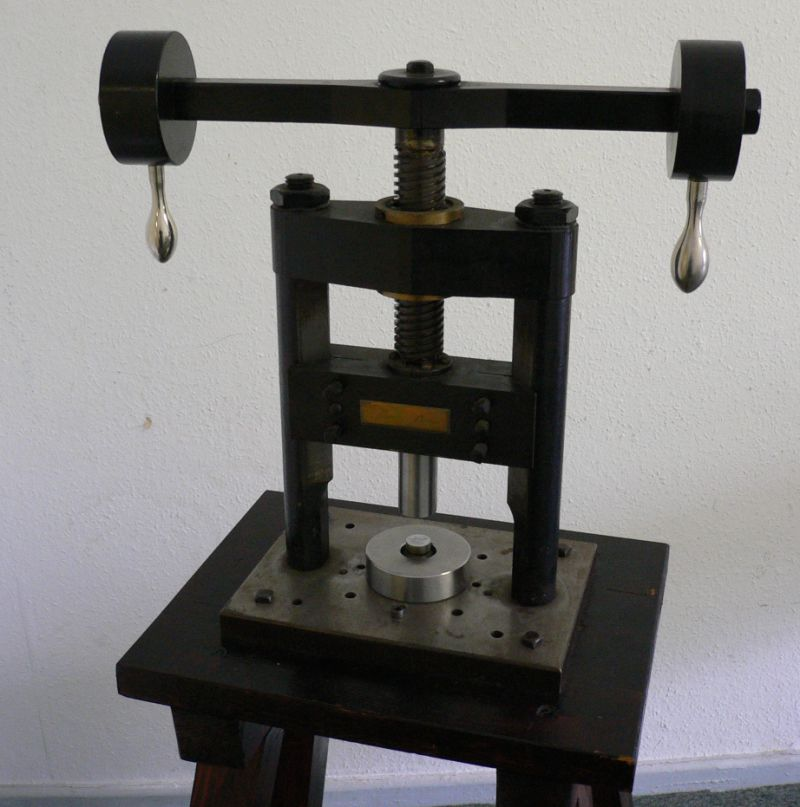
Handspindelpresse (Balancier)

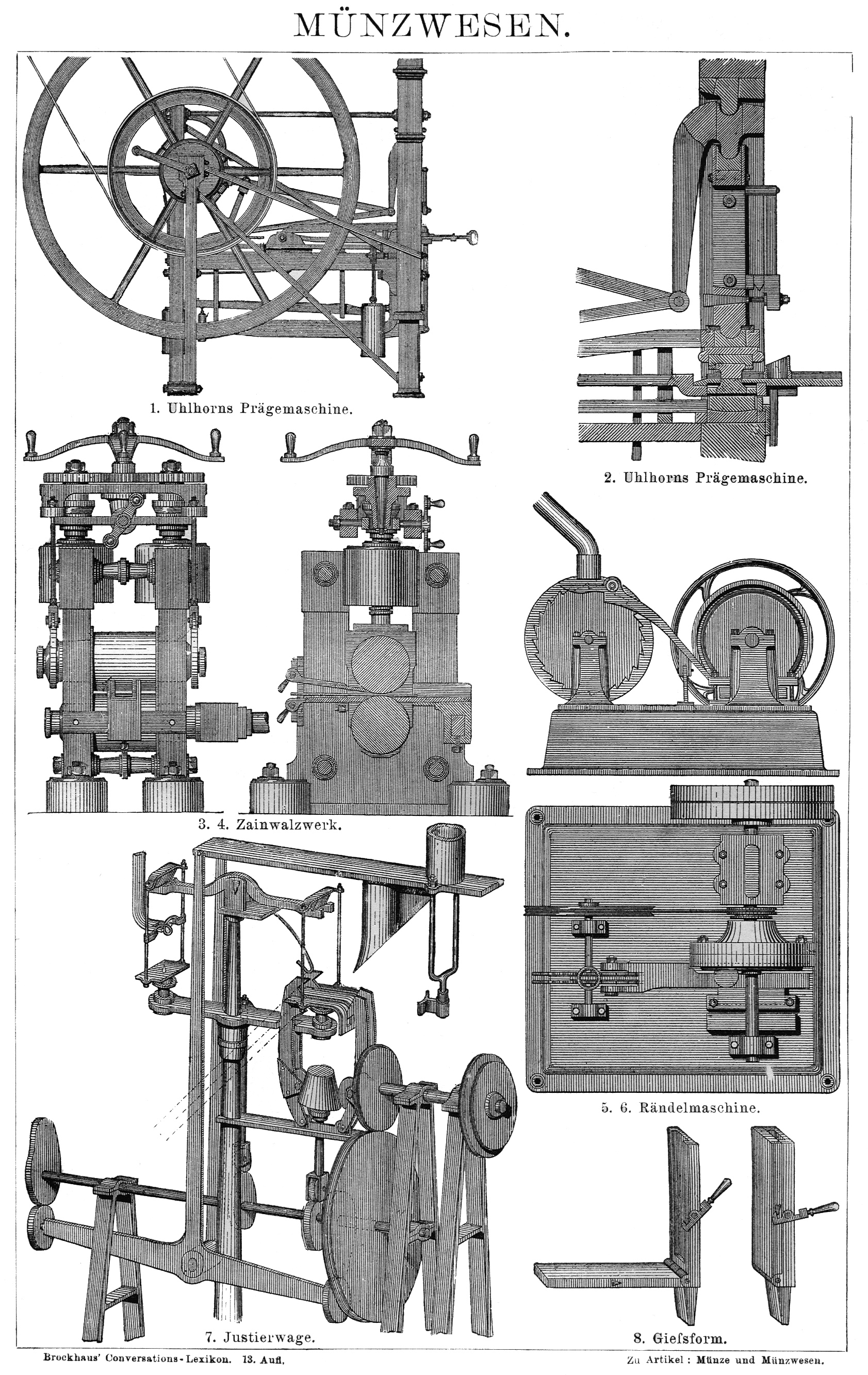
Prägemaschinen, Tafel aus Brockhaus, Artikel Münzwesen. Brockhaus’ Conversations-Lexikon, 11. Band. 13. Auflage Leipzig 1885, Seite 942 f.

Die ersten nachgewiesenen Funde sind ionische Münzprägungen (7. Jh. v. Chr.) und wurden aus Elektron gefertigt. Ein Stück Metall wurde mit einem Meißel gestanzt. Ab ca. 650 v. Chr. wurden die Münzen kunstvoller und bekamen einfache Motive wie Löwenkopf und dergleichen (Stater). Ab diesem Zeitpunkt wurden dann Stempel zum Prägen eingesetzt.

### Herstellung von Schrötlingen
Zuvor mussten Schrötlinge gefertigt werden. Es wird angenommen, dass die Schrötlinge für Kurantmünzen einzeln gegossen wurden, bevor sie geprägt wurden. In der erst um 400 v. Chr. einsetzenden Prägungen von Bronzemünzen wurden vermutlich mehrere Schrötlinge gemeinsam gegossen und anschließend vom Gussstrang abgebrochen oder abgekniffen. Die frühen Bronzemünzen der Römischen Republik wurden nur gegossen und auf eine anschließende Prägung verzichtet.

### Hammerprägung
Die Münzprägung erfolgte von der Antike bis zur frühen Neuzeit (Mitte des 16. Jahrhunderts) mit kaum veränderter Prägetechnik von Hand. Insbesondere wurde die Hammerprägung mit Ober-, Unterstempel und Hammer angewandt (siehe Abb.). Eine Person legt hier im einfachsten Fall einen Münzrohling zwischen fixierten Unterstempel und mit der Hand gehaltenem Oberstempel. Eine verbesserte Hammerprägung lässt sich insbesondere für größere Münzen erreichen, wenn der Oberstempel während des Hammerschlags von einer zweiten Person mit einer Flachzange gehalten und ausgerichtet wird. Eine besondere Form der Hammerprägung wurde bei den sehr dünnen mittelalterlichen Brakteaten eingesetzt, die zu mehreren ohne Unterstempel in eine Leder- oder Bleiunterlage geschlagen wurden. Brakteaten sind daher nur einseitig geprägt.
Die Schüsselpfennige (siehe Bild oben) entstanden durch das Prägen mit nur einem Oberstempel auf einem größeren Schrötling. Beim Prägen des Pfennigs wurde so die Randpartie schüssel- oder tellerförmig nach oben gedrückt. Die gewölbte Form der Pfennige erwies sich im Zahlungsverkehr als sehr praktisch, weil man die kleinen Münzen besser als die flachen Plättchen greifen konnte.

### Klippwerk
Im Jahre 1486 wurde in Tirol erstmals ein Guldengroschen geprägt – die erste europäische Großsilbermünze, aus der sich später der Taler entwickelte. So große Münzen ließen sich nur noch mühsam und oft auch nur unpräzise von Hand schlagen. Als wesentliche technische Neuerungen wurde zur Talerprägung das Klippwerk eingeführt. Das Klippwerk ist eine mechanische Vorrichtung, die gegenüber der Nutzung einer Flachzange eine nochmals präzisere und sicherere Führung des Oberstempels erlaubt. Die für die Münzprägung erforderliche Energie wird aber weiterhin durch manuelle Hammerschläge aufgebracht.

### Walzenprägung und Taschenwerk
In der Münze zu Hall wurde 1550 erstmals mit der Walzenprägung begonnen. Metallplatten in der Dicke der späteren Münzen (Zaine) werden hier zwischen zwei eisernen Walzen hindurchgezwängt. In die Walzen sind je mehrere Negativformen der Vor- und der Rückseite der zu prägenden Münzen eingraviert. Während bei der Hammerprägung die Rohlinge vor der Prägung aus dem Zain hergestellt werden, werden die Münzen bei der Walzenprägung erst nach der Prägung aus dem Zain herausgeschnitten. Die Walzen konnten leicht durch Tiere oder Wasserkraft angetrieben werden. Eine Weiterentwicklung des Prägens mit Walzen ist das Taschenwerk. Die Walzen enthalten hier nur je einen, separat austauschbaren Ober- bzw. Unterstempel. Taschenwerke konnten von einer Person bedient werden. Insbesondere die Austauschbarkeit der Stempel war ein Vorteil gegenüber der Walzenprägung.

Münz-Walzenprägewerk
Prägewerk
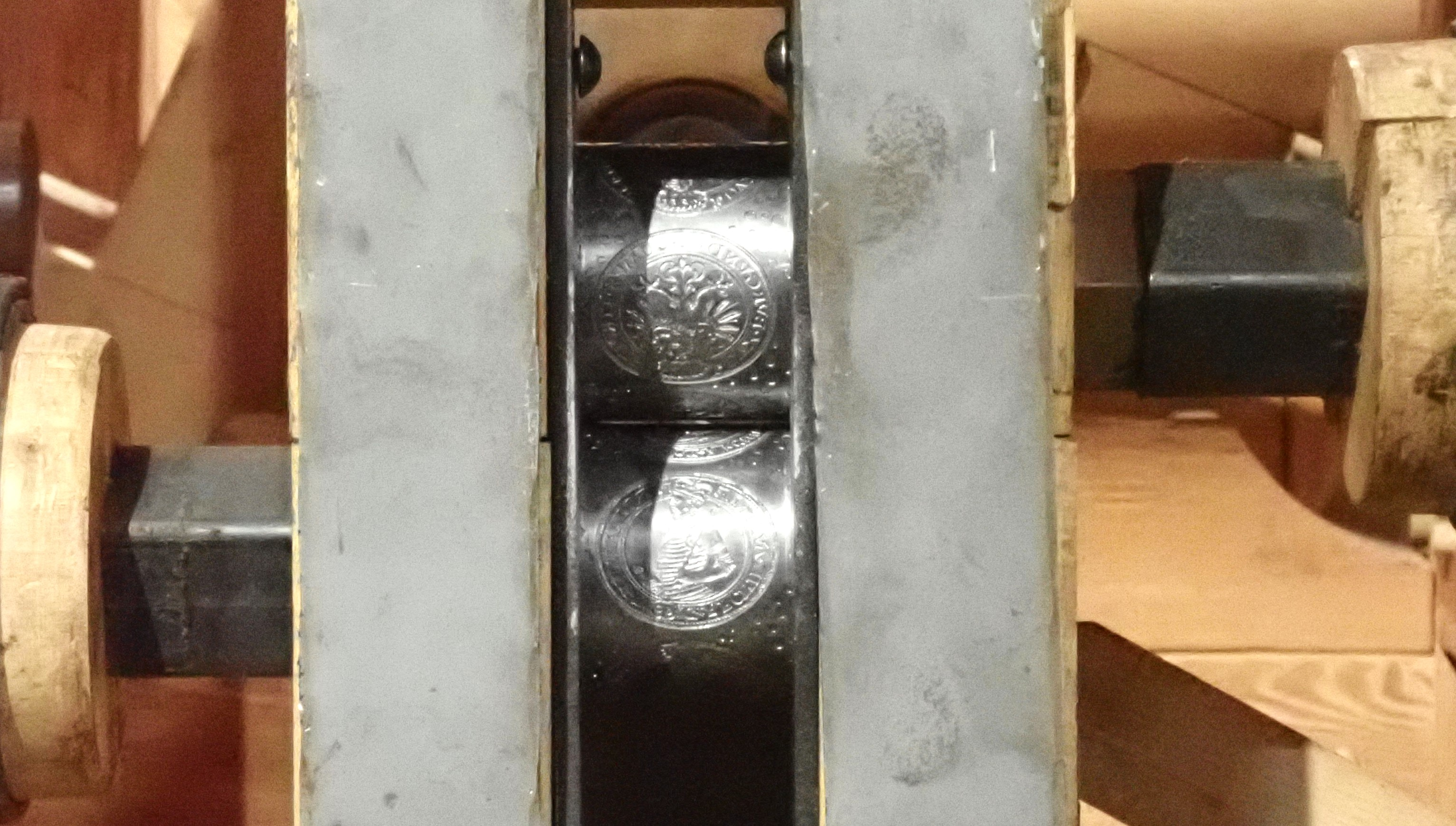
Detail einer Walzenprägemaschine (Nachbau im Museum „Münze Hall“)

### Stoßwerk (Balancier, Spindelpresse)
Weite Verbreitung fand das ebenfalls im 16. Jahrhundert erfundene Stoßwerk (Balancier). Das Stoßwerk ist technisch eine Spindelpresse. Die (schnelle) Drehbewegung einer Spindel wird durch ein Gewinde in eine senkrecht nach unten gerichtete, langsamere Bewegung umgewandelt. Es ergibt sich ein sehr hoher Pressdruck zwischen Unterstempel und dem Oberstempel am unteren Ende der Spindel. Die Wirkung wird durch Schwungmassen am oberen Ende der Spindel erhöht. Bei Nutzung entsprechender Stempel und ausreichend großer Schwungmassen können auch mehrere Münzen gleichzeitig geprägt werden.

### Kniehebelpresse
Diedrich Uhlhorn erfand 1817 die Kniehebelpresse, die bereits wenige Jahre später zur Münzprägung eingesetzt wurde. Die Kniehebelpresse nutzt den namengebenden Kniehebel-Effekt, um (1) Ober- und Unterstempel schnell und mit wenig Kraftaufwand auf die Münze aufsetzen zu können, aber (2) während der Münzprägung selbst maximale Kraft einsetzen zu können. Bei diesem System wird der Oberstempel zudem gegen den Münzrohling (Schrötling) unter sich steigerndem Druck gepresst. Kniehebelpressen lassen sich leicht mechanisch antreiben (Dampfmaschine) und die Einlegung der Münzrohlinge automatisieren. Die moderne Münzprägung findet auch heute noch weitgehend nach dem Prinzip der Kniehebelpresse statt.

### Randbearbeitung – Rändelung, Ringprägung
Der Münzrand wurde in der Antike und dem Mittelalter grundsätzlich nicht gestaltet. In der Frühen Neuzeit wurden hochwertigere Münzen häufig neben der Prägung durch eine Rändelung bearbeitet. Für die Herstellung einer Randschrift oder Riffelung von Münzen gibt es seit dem 17. Jahrhundert spezielle Rändelmaschinen. Die Rändelung der Münzrohlinge erfolgte gewöhnlich vor der Prägung.
Mit Einführung der Ringprägung erfolgte die Prägung und die Randgestaltung in einem Arbeitsgang. Die Ringprägung beschreibt eine von Jean-Pierre Droz 1810 erfundene Prägetechnik, bei der der Münzrohling nicht nur zwischen Ober- und Unterstempel gepresst wird. Gleichzeitig liegt der Rohling in einem Ring, in den er während der Prägung hineingepresst wird. Der Ring führt dazu, dass die Münzen einen genau definierten Rand und Durchmesser erhalten. Wenn der Ring zudem selbst eine Gravur trägt, wirkt er als dritter Stempel für die Randprägung. Die Prägung im Ring kann mit anderen Prägeverfahren kombiniert werden. Die Ringprägung löste insbesondere für größere edelmetallhaltige Münzen (vor allem Kurantmünzen) die Rändelung des Münzrandes ab. Ab der zweiten Hälfte des 19. Jahrhunderts wurden dann auch Kleinmünzen grundsätzlich im Ring geprägt.

## Stempel und Stempelherstellung

### Stempel als Einzelstücke
Der Münzgraveur gravierte bis in die Neuzeit hinein ein einzelnes Münzbildnegativ in einen noch ungehärteten Unterstempel aus Eisen ein. Der Unterstempel prägt die traditionell als Vorderseite oder Avers bezeichnete Seite (altgriechisch „charakter“) der Münze. Das Bild des Festhaltemeißels oder Oberstempels bildet die Rückseite oder Revers (altgriechisch „typos“) der Münze. Nach der Gravur werden Ober- und Unterstempel gehärtet. Nach dem Härten sind die Stempel sehr viel härter als die meist zur Prägung eingesetzten Münzmetalle wie Gold, Silber und Kupfer bzw. deren Legierungen. Dennoch unterlagen die Stempel einer hohen Abnutzung und mussten in regelmäßigen Abständen ersetzt werden. Da jeder Stempel ein in Handarbeit gefertigtes Einzelstück war, variieren die Prägungen auch ansonsten identischer Münzsorten.

### Stempelherstellung mittels Mutterstempelmatrizen
An Münzen werden seit dem 19. Jahrhundert erhöhte Anforderungen an die Gleichartigkeit ihrer Münzbilder gestellt. Daher begann man, „Mutterstempelmatrizen“ herzustellen. Diese Matrizen tragen das „positive“ Münzbild, wie es später auf der Münze erscheinen soll. Diese Positivmutterstempel werden gehärtet und für die Prägung von untereinander nahezu identischen Tochterstempeln aus ungehärtetem Material genutzt. Diese Tochterstempel tragen ein Negativbild und werden nach dem Härten für die eigentliche Münzprägung eingesetzt. Zur Härtung kommt heute oft eine galvanische Hartverchromung hinzu.
Moderne Prägestempel lassen viele tausende Einzelprägungen ohne nennenswerte Stempelabnutzung zu. Besonders die Stempel für Umlaufmünzen haben heute zudem meist ein relativ flaches Gravurrelief.

### Stempelstellung
Bei der Prägung von Münzen mit Hilfe zweier Stempel wird gleichzeitig festgelegt, wie die Vorder- und Rückseite einer Münze zueinander stehen. Bei der Wendeprägung stehen beide Seiten korrekt, wenn die Münze um die horizontale Achse gedreht wird. Da u. a. auch die Münzen des französischen Franc so geprägt wurden, wird auch von der „französischen Prägung“ gesprochen. Im Gegensatz dazu gibt es die Kehrprägung. Hierbei muss die Münze um die vertikale Achse gedreht werden, um das Münzbild beider Seiten korrekt darzustellen. Beispielsweise sind die Münzen der Deutschen Mark sowie die Euromünzen in Kehrprägung ausgeführt.

## Prägeleistungen

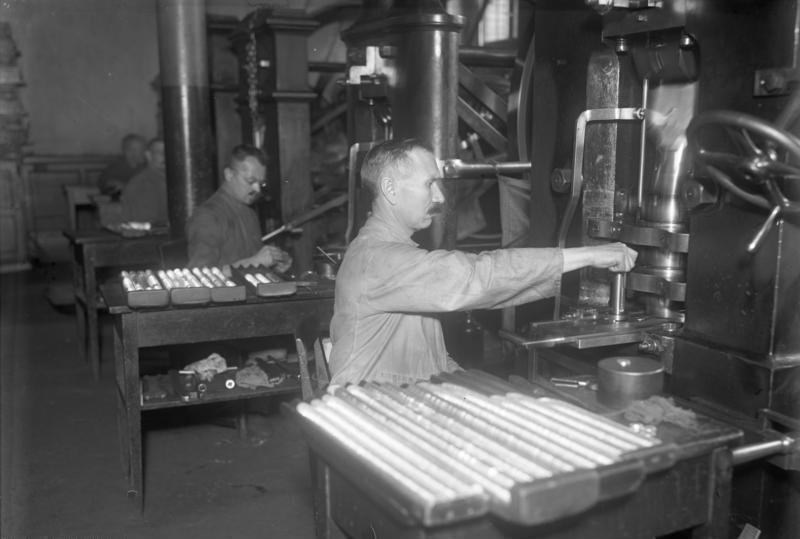
Münzprägung bei der Staatlichen Münze in Berlin, 1930

Die Hammerprägung ist – zumal bei großen Münzen, die nicht mit einem einzigen Schlag geprägt werden können – ein aufwändiges und langsames Verfahren. Erste Fortschritte wurden mit mechanisierten Walzenprägungen erreicht sowie großen Stoßwerken, die mehrere Münzen auf einmal prägen konnten. Aber auch der eigentlichen Münzprägung vorgelagerte Herstellungsschritte wie die Herstellung der Zaine (Münzbleche) ließ sich stark beschleunigen, indem mechanisierte Hämmer und Walzen genutzt wurden.
Den nächsten großen Fortschritt erbrachte die Verwendung von Dampfmaschinen. Im späten 18. Jahrhundert bauten Matthew Boulton und James Watt Prägemaschinen, die 60 Münzen in der Minute herstellen konnten. Ringprägung und dampfgetriebene Prägemaschinen wurden erstmals in Boultons englischer Soho Mint eingesetzt.
Sonderprägungen – speziell für Sammlermünzen – werden mit poliertem Schrötling und poliertem Stempel angefertigt.
Moderne Prägemaschinen erreichten Ende des 20. Jahrhunderts 400–500 Münzen pro Minute. Die neuen Euromünzen wurden ab 2002 mit 20.000 Münzen pro Minute geprägt.